# Träume lügen nicht
Träume lügen nicht, album Andrei Berg niemieckiej piosenkarki wydany 21 lipca 1997 roku. Od razu stał się hitem i trafił na listę TOP-100 w niemieckich stacjach radiowych a piosenka Warum nur träumen została okrzyknięta wielkim hitem zajmując przez 15 tygodni pierwsze miejsce na liście przebojów.
Album dotarł do 71. miejsca niemieckiej listy przebojów - Media Control Charts.

## Lista utworów
1. "Warum nur träumen" – 03:33
2. "Wenn du mich berührst" – 04:06
3. "Träume lügen nicht" – 03:17
4. "Im Feuer der Nacht" – 03:54
5. "Du weckst Gefühle" – 03:19
6. "Halt mich fest" – 04:02
7. "Dein Blick berührt mich" – 03:29
8. "Aber sonst geht's mir gut" – 04:09
9. "Schenk mir die eine Nacht" – 03:47
10. "Frag nicht" – 03:56
11. "Nachts wenn alles schläft" – 03:19
12. "Wieviel Träume hab ich geträumt" – 03:49